# تشارلز بيكرينغ بوديتش
تشارلز بيكرينغ بوديتش (بالإنجليزية: Charles Pickering Bowditch)‏ هو عالم تعمية أمريكي، ولد في 30 سبتمبر 1842، وتوفي في 1 يونيو 1921.